# Gornje Makojišće
Gornje Makojišće – wieś w Chorwacji, w żupanii varażdińskiej, w mieście Novi Marof. W 2011 roku liczyła 400 mieszkańców.